# Tutti i colori della mia vita
Tutti i colori della mia vita è un singolo di Zucchero Fornaciari pubblicato nel 2008 dalla Polydor. Il brano in questione, una cover in italiano di I Won't Let You Down dei Ph.D., è stato incluso nella raccolta con inediti All the Best, e pubblicato come terzo ed ultimo estratto. È stato frequentemente trasmesso in radio, raggiungendo la posizione numero 4 dell'airplay.

## Il video
- Tutti i colori della mia vita (live), su YouTube. URL consultato il 22 dicembre 2016.

## Tracce
1. Tutti i colori della mia vita – 4:10 (testo: Zucchero, Pasquale Panella – musica: Ph.D.)

## Classifiche
| Classifiche (2008) | Posizione massima |
| ------------------ | ----------------- |
| Italia             | 7                 |
| Europa             | 64                |